# Vang Jučeng
Vang Jučeng (kitajščina: 王禹偁; pinjin: Wang Yucheng), kitajski uradnik in pesnik, * 954, Džuje, † 1001.